# Gazanfer Özcan
Saim Gazanfer Özcan, né le 27 janvier 1931 à Istanbul et mort le 17 février 2009 dans la même ville, est un acteur de théâtre et de cinéma turc.

## Biographie
Il épouse en 1963 l'actrice Gönül Ülkü Özcan (1931-2016).
Il reçoit en 1998 le titre d'Artiste national (Devlet Sanatçısı).